# Vernon Schatz
Vernon L. Schatz (* 30. September 1921 in Lake Bluff, Illinois; † 7. Januar 2012 in Lake Forest, Illinois) war ein amerikanischer Informatiker. Er ist bekannt als Entwickler der elektronischen Banküberweisung (Electronic Funds Transfer) und Funktionen der Chipkarte zur Speicherung von Transaktionsdaten in den USA.
Schatz diente im Zweiten Weltkrieg bei den Seabees der US-Navy in Neuguinea. Er studierte an der Iowa State University Elektrotechnik mit dem Bachelorabschluss und erhielt außerdem einen Betriebswirtschafts-Abschluss der Xavier University in Ohio (M. B. A.). 
Er war ab 1952 bei General Electric, wo er zunächst in der Luftfahrtsparte (Gasturbinen für Flugzeuge) war und Fehleranalyse-Programme entwickelte, was ihn zur Beschäftigung mit Computern führte. Er leitete die Computerabteilung der Gasturbinenabteilung (wobei er auch ein automatisches Abfrageprogramm für technische Bibliotheken entwickelte) und 1960 ging er in die Computerabteilung von GE. Er war dort unter anderem Manager der "GE 225/235"-Reihe von Computern.
1969 ging er zu Jewel Companies als Vizepräsident für Informationssysteme. Er initiierte und leitete dort die Entwicklung der ersten elektronisch vernetzten Supermarktkassen (vergleiche Electronic Cash#Zahlungsautorisierung), was gleichzeitig den Industriestandard in diesem Bereich definierte, und des elektronischen Überweisungssystems (Electronic Funds Transfer, EFT) zwischen Jewel und deren Bank (der First National Bank of Chicago, FNBC). Am 4. Januar 1977 erhielt er das US-Patent "Universelle Überweisungs- und Identifizierungskarte" (US 4001550A, Anmeldung am 4. Dezember 1975) für die Speicherung von Transaktionsdaten. Dieses Patent wurde bei späteren Prüfungsverfahren von Patentanmeldungen in den USA für weiterführende Funktionen der Chipkarte (Smart Card) als Stand der Technik referenziert. Das Grundprinzip der Chipkarte für nachahmungssichere Identifizierung wurde bereits 1967 durch Helmut Gröttrup erfunden und bis 1975 durch Robert Moreno und Jürgen Dethloff weiter detailliert. 
Schatz lizenzierte seine Patente über seine eigene Firma DIAS (Distributed Intelligence Access Systems) unter anderem an VISA.
1975 gründete er NEFTI (Network Electronics Funds Transfer) als Teil von FNBC, wo er die elektronische Geldüberweisung weiterentwickelte. Er war erster Präsident von NEFTI und Vizepräsident der FNBC. In dieser Funktion verbreitete er EFT zunächst an andere Kunden bei der FNBC und dann auch an andere Banken.
2001 erhielt er den Computer Pioneer Award für seinen Beitrag zu Electronic Funds Transfer, die Computer-Computer Transaktionen im Bankensystem ermöglichten (Laudatio).